# مزه خوب کودکی ۱
مزه خوب کودکی ۱ یک مجموعه تلویزیونی محصول سال ۱۳۸۰ به کارگردانی مسعود شاه‌محمدی، نویسندگی و تهیه‌کنندگی می‌باشد که جمعه صبح‌ها از برنامه کودک و نوجوان شبکه دو پخش شد.

## بازیگران
- فلور نظری
- اسماعیل محرابی
- پویا کرمی
- ثریا قاسمی
- رضا خندان
- سهیلا عزیزی
- شادی گلستان
- فرشید نوابی
- فرهاد شریفی
- کاوه آهنگر
- مریم کاظمی
- مهشید باقری
- یاس نیکپور